# ماتیاس هومل
ماتیاس هومل (انگلیسی: Matthias Hummel؛ زادهٔ ۳ نوامبر ۱۹۸۴) بازیکن فوتبال اهل آلمان است.
از باشگاه‌هایی که در آن بازی کرده‌است می‌توان به باشگاه فوتبال هولشتاین کیل اشاره کرد.
وی همچنین در تیم ملی فوتبال TSV Bordesholm (assistant) بازی کرده‌است.